# Rhinatrematidae
Rhinatrematidae är en familj av groddjur. Rhinatrematidae ingår i ordningen maskgroddjur, klassen groddjur, fylumet ryggsträngsdjur och riket djur. Enligt Catalogue of Life omfattar familjen Rhinatrematidae 9 arter. 
Kladogram enligt Catalogue of Life:
| Rhinatrematidae | \| \| Epicrionops \| \| \| \| \| \| Rhinatrema \| \| \| \| |
|                 | \| \| Epicrionops \| \| \| \| \| \| Rhinatrema \| \| \| \| |
|                 | Caeciliidae                                                |
|                 |                                                            |
|                 | Ichthyophiidae                                             |
|                 |                                                            |
|                 | Epicrionops                                                |
|                 |                                                            |
|                 | Rhinatrema                                                 |
|                 |                                                            |

|  | Epicrionops |
|  |             |
|  | Rhinatrema  |
|  |             |